# Deuterierte Verbindung

Deuteriertes Chloroform

Deuterierte Verbindungen sind chemische Verbindungen, bei denen ein oder mehrere Wasserstoffatome (mit der Massenzahl 1) durch schweren Wasserstoff (Deuterium, Wasserstoff mit der Massenzahl 2) ersetzt wurden. In der Biologie werden deuterierte Verbindungen als Tracer eingesetzt, in der Kernresonanzspektroskopie finden vollständig deuterierte Verbindungen als Lösungsmittel Verwendung.

## Schreibweise/Nomenklatur
Zur Beschreibung von deuterierten Verbindungen wird oft das Boughton-System verwendet; im Chemical Abstracts wird eine weiterentwickelte Version genutzt. In diesen Systemen werden die Deuteriumatome durch ein kursives, kleines, dem Namen nachgestelltes „d“, ggf. ergänzt mit der Anzahl als Index (nicht kursiv), angegeben. Nach IUPAC – Regel P-82-2ff – wird stattdessen für die Angabe die Nuklid-Schreibweise verwendet, die dem Namen in Klammern vorangestellt wird. Auch hier wird die Anzahl der Deuteriumatome ggf. als Index ergänzt. Die Nutzung der Boughton-Schreibweise wird nach IUPAC ausdrücklich nicht empfohlen. Falls mehrere Wasserstoffatome vorhanden sind, die ersetzt werden können, wird auch bei nur einem Deuteriumatom die Anzahl angegeben. Durch Lokanten werden ggf. die Positionen angezeigt. 
| Boughton-System | Boughton-System               | IUPAC       | IUPAC            |
| --------------- | ----------------------------- | ----------- | ---------------- |
| H3C–CD2–OH      | Ethan-1,1-d2-ol               | H3C–C2H2–OH | (1,1-2H2)Ethanol |
| H3C–CH2–OD      | Ethanol-d-O                   | H3C–CH2–O2H | (O-2H)Ethanol    |
| CDCl3           | Chloroform-d Trichlormethan-d | C2HCl3      | (2H)Chloroform   |
| CH3D            | Methan-d1                     | CH32H       | (2H1)Methan      |
| C6D6            | Benzol-d6                     | C62H6       | (2H6)Benzol      |

## Bekannte Vertreter
- Schweres Wasser (D2O)
- Deuterochloroform (CDCl3)
- Hexadeuterobenzol (C6D6 oder Benzol-d6)
- Methanol-d1 und Methanol-d4
- Hexadeuteroaceton (Aceton-d6)
- DMSO-d6
- DMF-d7
- Dichlormethan-d2 (CD2Cl2)
- Acetonitril-d3
- Essigsäure-d4

## Verwendung

### Chemie
In der organischen Chemie bzw. organischen Analytik werden teildeuterierte Moleküle für die Aufklärung von Reaktionsmechanismen benutzt. Dabei kommen verschiedene Techniken zum Einsatz:
- Infrarot-Spektroskopie, um auf die R-H- bzw. R-D-Schwingungsbanden des Moleküls schließen zu können. Hier wird die ungefähre Massenverdopplung des Deuteriums gegenüber dem Wasserstoff ausgenutzt, wobei genähert gilt:

{\displaystyle \nu _{R-H}={\sqrt {2}}\cdot \nu _{R-D}}
{\displaystyle \nu _{R-X}\,} = Streckschwingungs-Frequenz (R-X-Bindung)
- In der NMR-Spektroskopie werden hochdeuterierte Lösungsmittel eingesetzt, da die Deuterium-Resonanz in modernen Geräten als sogenanntes Lock-Signal benutzt wird. Das heißt, dass das Gerät über die Lage der Resonanz die Stabilität des Magnetfeldes überprüft und die Messparameter nachkorrigiert. In der 1H-NMR-Spektroskopie haben deuterierte Lösungsmittel den Vorteil, dass im Spektrum praktisch keine Lösungsmittelsignale zu sehen sind (kleine durch geringe Spuren an unvollständig deuteriertem Lösungsmittel sind normalerweise noch zu sehen). Weiterhin können gezielt acide H-Atome der Probe mit Deuteriumoxid ausgetauscht werden, um die Signalzuordnung zu erleichtern.
- In der Massenspektrometrie kann der Austausch von aciden Protonen durch die Erhöhung der Molmasse – um eine Einheit je acidem Proton – genutzt werden, um in Strukturaufklärung und -beweis diese gezielt zu bestimmen.
- In der Aufklärung von Reaktionsmechanismen wird die Deuterierung von Verbindungen angewendet, um die Ordnung einer Reaktion – durch die Ausnutzung des kinetischen Isotopeneffektes – zu bestimmen.
- In der Chromatographie, genauer gesagt in der GC-MS und LC-MS werden deuterierte Vergleichssubstanzen als Interne Standards genutzt, weil sie sich analytisch ähnlich wie die zu untersuchenden Substanzen verhalten (ähnliches Verhalten bei der Probenvorbereitung, ähnliche Retentionszeiten), aber normalerweise nicht in den Proben vorkommen. Aufgrund der etwas anderen Molmassen lassen sie sich leicht mittels massenselektivem Detektor von den undeuterierten Verbindungen unterscheiden. Beispiele für deuterierte interne Standards für die Chromatographie sind Atrazin-d5 (CAS 163165-75-1) oder Anthracen-d10 (CAS 1719-06-8).

### Biologie, Pharmazie, Umweltwissenschaften
Gezielt deuterierte Wirkstoffe, z. B. Arzneistoffe, werden benutzt, um den Metabolismus solcher Substanzen zu untersuchen.

### Polymerphysik
Mit Hilfe von Neutronenstreuung wird die Struktur eines Polymers „sichtbar“ gemacht. Hier macht man sich die Vergrößerung des Streuquerschnittes für die Neutronenstreuung zunutze. Der Streuquerschnitt von Deuterium (σ = 5,59 · 10−24 cm2) ist wesentlich größer als der von Wasserstoff (σ = 1,76 · 10−24 cm2).